# Cirque Tivoli (Dijon)
Pour les articles homonymes, voir Tivoli (homonymie).

Le cirque Tivoli est une ancienne salle de spectacles qui était située à l'emplacement de l'actuel square Gaston Roupnel à Dijon. Edifié par le maître-charpentier Parize Fils, il est inauguré en juin 1890 et est conçu pour accueillir de multiples manifestations. A partir de 1903, les propriétaires et les noms se succèdent comme « Cirque-Folies-Bergères » ou encore « Cirque Palace ». En 1910, il devient Cirque Gaumont et sert aux projections de cinéma. Il est démoli en 1935.

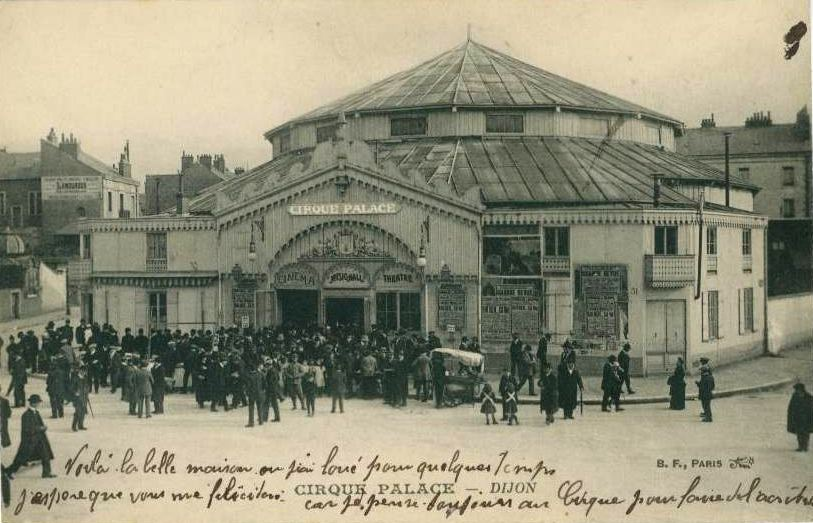
Carte postale. Cirque Palace, Dijon (vers 1900)
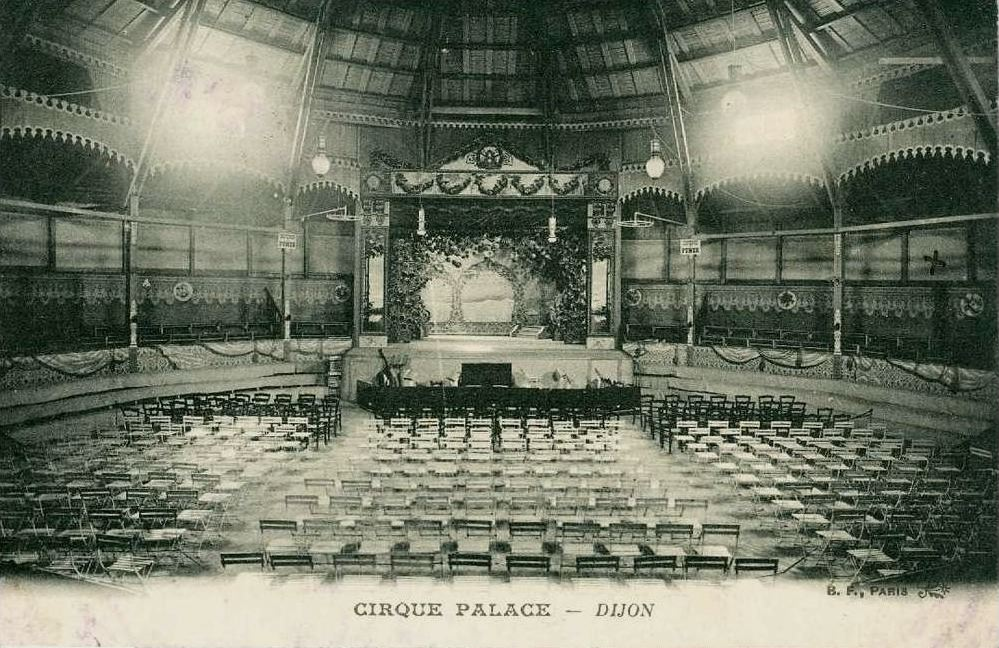
Intérieur du Cirque de Dijon (vers 1900)